# سیده زهرا حسینی
سیده زهرا حسینی (زاده ۱۳۴۲، بصره - )، راوی کتاب دا است که خاطرات او از مقاومت خرمشهر توسط سیده اعظم حسینی نوشته و در قالب این کتاب منتشر شده‌است. همچنین در سال ۱۳۹۳ به وی نشان افتخار جهادگر عرصه فرهنگ و هنر اهدا شد.

## زندگی
نام اصلی او سیده زهراست ولی به گفتهٔ خودش، در شناسنامه به اشتباه سیده زهره عنوان شده‌است. سیده زهرا در سال ۱۳۴۲ در شهر بندری بصره در جنوب عراق در خانواده‌ای کُرد به دنیا آمد. پدر و مادرش از کردهای اهل ایران بودند که در سال ۱۳۳۰ از منطقۀ کُردنشین زرین‌آباد دهلران در استان ایلام به شهر بندری بصره در عراق مهاجرت کرده‌بودند. زهرا فرزند دوم از شش فرزند خانواده بود. پدرش سید حسین حسینی، از طرفداران سید محسن حکیم و سید حسین طباطبایی بروجردی بود. وی به علت فعالیت‌های سیاسی‌اش بارها در استخبارات عراق بازداشت و شکنجه شد.
سیده زهرا در سال ۱۳۴۷، هنگامی که ۵ سال داشت به همراه خانوادۀ خود به ایران آمدند و در خرمشهر ساکن شدند. پدرش پس از مدت‌ها بیکاری و سرگردانی، به عنوان رفتگر در شهرداری استخدام شد. زهرا پس از گذراندن کلاس پنجم به دلیل مختلط بودن کلاس‌های درس و به خواست پدر ترک تحصیل کرد. به دلیل مذهبی بودن خانواده و بالاخص پدرش، وی با اعتقاداتی مذهبی بزرگ شد.
هنگامی که جنگ ایران و عراق رسماً آغاز شد او هفده ساله بود. با توجه به وضعیت وخیم بیمارستان‌ها و کشته شده‌ها برای کمک به بیمارستان رفت اما زمانی نگذشت که خود را در غسال‌خانه جنت آباد یافت. به گفتهٔ خودش کنجکاوی درونی‌اش به او کمک کرد که در این کار جا نزند و ادامه دهد. به دلیل قرار گرفتن در متن جنگ به طرق مختلف از جمله همکاری در کفن و دفن شهدا، امدادگری، حمل مجروحان، تعمیر و آماده‌سازی اسلحه، پخت‌وپز و توزیع امکانات فعالیت داشت. خواهر کوچکش، لیلا، در این کارها همراه وی بود.
پدر و برادر بزرگش در نخستین روزهای جنگ کشته‌شدند و برادر کوچکترش مجروح شد. خود وی هم در این جریان با اصابت ترکش به دست و نخاعش، در ۲۰ مهر ۱۳۵۹ مجروح شد.

## انتشار خاطرات
کتاب سرگذشت و خاطرات وی با نام دا تا کنون به چاپ‌های متعدد رسیده‌است. وی در گفتگو با مجله تایم، دلیل انتشار کتاب «دا» را مقابله با تبلیغات منفی و جنگ نرم دشمنان نظام جمهوری اسلامی علیه ایران عنوان کرده‌است. سیده زهرا حسینی این اثر را به خانم زینب کبری تقدیم نموده‌است. انتشار کتاب دا با استقبال بسیار زیادی در ایران مواجه شد و مورد توجه قشرها مختلف جامعه و سید علی خامنه‌ای رهبر جمهوری اسلامی قرار گرفت. به گونه‌ای که در سال ۱۳۸۸ هشتاد بار تجدید چاپ شد و پرمخاطب‌ترین کتاب سال ۱۳۸۸ در ایران گردید. در حال حاضر چاپ این کتاب به حدود صد و پنجاه بار رسیده‌است.
هوشنگ صمدی از فرماندهان گردان تکاوران دریایی بوشهر که در عملیات‌های نبرد خرمشهر، حصر آبادان، آزادسازی خرمشهر نقش داشته‌است بخش‌هایی از کتاب خاطرات وی را به چالش کشیده و راوی را به دروغگویی‌های متعدد به قصد کمرنگ نشان دادن نقش برجستۀ ارتش در دفاع از خرمشهر متهم کرده‌است. از جمله انتقادات صمدی این است که حسینی ادعا کرده که او و خواهرش هر کدام یک تفنگ ۱۰۶ را با خودشان حمل می‌کرده‌اند و این نمی‌تواند درست باشد چرا که این سلاح در اصل یک نوع توپ است که بیشتر از دویست کیلوگرم وزن دارد.